# كريستوفر ميلون
كريستوفر كي. ميلون (2 أكتوبر 1957 -) هو ضابط مخابرات أمريكي.

## حياته ونشأته
ولد عام 1957، ابن كارل إن. ميلون، ابن حفيد المؤسس المشارك لنفط الخليج وليام لاريمير ميلون. سليل القاضي توماس ميلون، مؤسس مصرف ميلون، حصل السّيد ميلون درجة بكالوريوس في الاقتصاد من كلية كولبي في عام 1980. كَسب درجة الماجستير من جامعة يايل في العلاقات الدولية، مَع تركيز وتخصص في الماليةِ والإدارة عام 1984.

## حياته المهنية
خدم السّيد ميلون 12 سنة في تشكيلة المواقع على (العاصمة) بضمن ذلك تقريباً 10 سنوات عمل فيها كموظّف محترف كجزء من موظّفي ومدرِاء لجنة مجلس الشيوخ والمخابرات المختارة. عمل كريستوفر ميلون كنائب مساعد لوزير الدفاع للاستخبارات من نوفمبر/تشرين الثّاني لعلم 1999 حتى يناير/كانون الثّاني من عام 2002.
من يونيو/حزيران عام 1998 وإلى نوفمبر/تشرين الثّاني عام 1999، عمل السّيد ميلون كنائب مساعد لوزير الدفاع لعمليات المعلومات والأمن. في تلك الفترة كان مسؤولاً عن السياسة والإشراف البرمجيِ وتأمين المعلومات بالإضافة إلى حماية البنية التحتية الحرجة وأمنِ واستخبارات الأنظمة المضادة، والإستراتيجية والعمليات والمعلوماتِ والتكامل المرتبط بهم. ذهب السّيد ميلون إلى وزارة الدفاع الأمريكية كعضو فريق انتقال سكرتيرِ كوهين في الثاني من يناير/كانون الثاني عام 1997. بعد الانتقال، تعيّن السّيد ميلون كالمنسّق للمفاهيم المتقدّمة وتكامل البرنامج لمكتب وكيل وزارة الدفاع للسياسة، مع التركيز على التشفيرِ وقضايا تأمينِ المعلومات. من نوفمبر/تشرين الثّاني عام 1997 إلى يونيو/حزيران عام 1998، عمل كالمساعد الخاصِّ لوزيرِ الدفاع لسياسةِ الاستخبارات.
والآن يعمل كنائب رئيس سيمتون (Simtone) المحدودة